# 2000–2001-es osztrák labdarúgó-bajnokság (első osztály)
A 2000–2001-es osztrák labdarúgó-bajnokság az osztrák labdarúgó-bajnokság legmagasabb osztályának kilencvenedik alkalommal megrendezett bajnoki éve volt.
A pontvadászat 10 csapat részvételével zajlott. A bajnokságot a Tirol Innsbruck csapata nyerte.

## A bajnokság végeredménye
| #  | Csapat                  | M  | Gy | D  | V  | RG | KG | P  |
| -- | ----------------------- | -- | -- | -- | -- | -- | -- | -- |
| 1  | FC Tirol Innsbruck      | 36 | 20 | 8  | 8  | 63 | 31 | 68 |
| 2  | SK Rapid Wien           | 36 | 16 | 12 | 8  | 62 | 36 | 60 |
| 3  | Grazer AK               | 36 | 16 | 9  | 11 | 49 | 40 | 57 |
| 4  | SK Sturm Graz           | 36 | 16 | 7  | 13 | 58 | 44 | 55 |
| 5  | FK Austria Wien         | 36 | 14 | 8  | 14 | 47 | 43 | 50 |
| 6  | SV Austria Salzburg     | 36 | 13 | 10 | 13 | 49 | 45 | 49 |
| 7  | SV Ried                 | 36 | 13 | 9  | 14 | 51 | 52 | 48 |
| 8  | SC Schwarz-Weiß Bregenz | 36 | 10 | 8  | 18 | 40 | 67 | 38 |
| 9  | Admira Wacker Mödling   | 36 | 8  | 12 | 16 | 29 | 63 | 36 |
| 10 | LASK Linz               | 36 | 8  | 9  | 19 | 43 | 70 | 33 |

- A Tirol Innsbruck a 2000-2001-es szezon bajnoka.
- A Tirol Innsbruck részt vett a 2001–02-es UEFA-bajnokok ligájában.
- A Rapid Wien és a Grazer AK részt vett a 2001–02-es UEFA-kupában.
- A LASK Linz kiesett a másodosztályba (Erste Division).